# Tajna Tjornykh drozdov
Tajna Tjornykh drozdov (russisk: Тайна «Чёрных дроздов») er en sovjetisk spillefilm fra 1983 af Vadim Derbenjov.

## Medvirkende
- Ita Ever som Miss Marple
- Vladimir Sedov som Neele
- Vsevolod Sanaev som George Fortescue
- Ljubov Polisjjuk som Adele Fortescue
- Jurij Beljajev